# Ermenegildo Pellegrinetti
Ermenegildo Pellegrinetti (27 de março de 1876 - 29 de março de 1943) foi um cardeal italiano da Igreja Católica Romana que serviu como núncio na Iugoslávia de 1922 a 1937, e foi elevado ao cardinalato em 1937.

## Biografia
Ermenegildo Pellegrinetti nasceu em Camaiore e estudou no seminário de Lucca antes de ir a Roma para estudar na Pontifícia Academia de São Tomás de Aquino , no Pontifício Ateneu Romano "S. Apollinare" e na Escola de Paleografia e Diplomatica do Vaticano .
Ele foi ordenado ao sacerdócio em 24 de Setembro de 1898, e, em seguida, fez pastoral trabalho em Lucca e ensinou em seu seminário até 1917. Pellegrinetti serviu como militar capelão durante a I Guerra Mundial , 1917-1918, depois que ele foi nomeado secretário de a nunciatura para a Polônia . De 1919 a 1922, foi auditor da mesma nunciatura. Ele foi elevado ao posto de um camarista de sua santidade em 29 de julho de 1919, e um Prelado nacional de Sua Santidade em 22 de fevereiro de 1922.
Em 24 de maio de 1922, Pellegrinetti foi nomeado Arcebispo Titular de Adana pelo Papa Pio XI e Núncio na Iugoslávia, uma semana depois, em 29 de maio. Recebeu sua consagração episcopal no dia 18 de junho do cardeal Pietro Gasparri , com os arcebispos Giovanni Maria Zonghi. e Giovanni Volpi servindo como co-consagradores , na igreja de Santa Maria in Campitelli . Pellegrinetti serviu depois como legado papal ao Congresso Eucarístico Nacional em Zagreb em 30 de julho de 1930. Ele também negociouconcordata entre a Iugoslávia e o Vaticano que o parlamento iugoslavo não ratificou, já que provocou tumultos religiosos com base em ser indulgente em relação ao catolicismo. 
O Papa Pio criou-o Cardeal Sacerdote de San Lorenzo em Panisperna no consistório de 13 de dezembro de 1937. Pellegrinetti foi um dos cardeais eleitores que participaram do conclave papal de 1939 , que selecionou o Papa Pio XII .
O cardeal morreu em Roma, aos 67 anos. Ele está enterrado na igreja colegiada de seu Camaiore natal.